# Soft Tennis
Soft Tennis (auch Softtennis) ist eine im Jahr 1884 in Japan entwickelte mit dem Tennis verwandte Sportart. 
Die größte Verbreitung findet dieser Sport in Asien, besonders in Japan, Taiwan und Südkorea. In den Regeln unterscheidet sich Softtennis kaum vom regulären Tennis, der größte Unterschied besteht in der Beschaffenheit des Balles, welcher weich (engl. soft) und innen ausgehöhlt ist. Dadurch wird er deutlich leichter als ein Tennisball. Ein weiterer Unterschied besteht bei den Schlägern. Diese sind ebenfalls leichter als normale Tennisschläger. 
Mittlerweile zählt diese Sportart zu den beliebtesten in ganz Asien und hat allein in Japan 5 Millionen Anhänger, weltweit wird sie in 35 Ländern praktiziert. 

## Regeln
Die meisten Regeln sind identisch mit den Tennisregeln. Außer in der Beschaffenheit des Spielmaterials unterscheidet das Soft Tennis sich vor allem in der gleichmäßigen Höhe des Netzes, sowie in der Länge der Spiele, welche aus 4 Gewinnsätzen bestehen. 